# Arglosigkeit
Arglosigkeit ist ganz allgemein ein Zustand, in dem der Betroffene nichts Böses ahnt und eine bevorstehende Gefahr nicht als solche zu erkennen vermag.
Das Wort Arglosigkeit leitet sich von arg in der Bedeutung von böse ab. Es wird in der Regel synonym mit nichts Böses ahnend, treuherzig oder vertrauensvoll gebraucht, bedeutet in einer veraltenden Bedeutung jedoch auch aktiv nichts Böses wollend. Arglosigkeit beschreibt nur die Erwartung des Subjektes und sagt nichts über die Einschätzbarkeit der Situation aus. Arglosigkeit ist also nicht mit Leichtsinn im Sinne einer fahrlässigen Unaufmerksamkeit gleichzusetzen.
Arglos handelt beispielsweise, wer einem anderen Geld anvertraut, ohne zu erkennen, dass dieser ein Betrüger ist. Dabei ist jedoch nicht entscheidend, ob die drohende Gefahr objektiv als solche zu erkennen gewesen wäre oder nicht. Im genannten Fall handelt es sich um Arglosigkeit in einer bestimmten Situation. Generelle Arglosigkeit kann jedoch auch als Wesensmerkmal eines Menschen verstanden werden. Arglosigkeit schließt Argwohn aus. Bei normaler Entwicklung wird die Fähigkeit zum Argwohn, so heißt es in der Rechtswissenschaft, erst im Alter von ca. drei Jahren erworben.
Die bewusste Ausnutzung von Arg- und Wehrlosigkeit wird als Heimtücke bezeichnet. Dies spielt insbesondere in der Rechtswissenschaft eine Rolle, da Heimtücke ein Mordmerkmal darstellt. 

## Nachweise
1. ↑  Zur zweiten Bedeutung siehe wissen.de: „arglos“ (Memento vom 30. September 2007 im Internet Archive).
2. ↑  Rudolf Rengier: Strafrecht, Besonderer Teil. Band 2: Delikte gegen die Person und die Allgemeinheit. 5., neu bearbeitete Auflage. C. H. Beck, München 2003, ISBN 3-406-51353-0, § 4 Rn. 27 mit Verweis auf BGH Neue Juristische Wochenschrift 1978, S. 709.